# Courthouse Place
Le Courthouse Place (connu comme Cook County Criminal Court Building de 1893 à 1985) est un ancien palais de justice de la ville de Chicago, dans l'État de l'Illinois, aux États-Unis. Ce bâtiment de style roman richardsonien est situé au 54 West Hubbard Street dans le secteur de Near North Side, juste à quelques blocs au nord de la rivière Chicago et du secteur financier du Loop. Aujourd'hui, le bâtiment abrite des cabinets d'avocats.
Conçu par l'architecte Otto H. Matz, le bâtiment a été achevé en 1893 et abritait autrefois un tribunal du comté de Cook. Il se trouve sur un emplacement qui était auparavant destiné à un marché public. Ce bâtiment est l'une des dernières œuvres de Otto H. Matz. Sa forme en bloc rectangulaire imposant et son extérieur très rustique rappellent la tradition richardsonienne du début des années 1880.
Le bâtiment a été inscrit sur le Registre national des lieux historiques (National Register of Historic Places) le 13 novembre 1984 par le National Park Service et ajouté à la liste des Chicago Landmarks (CL) le 9 juin 1993 par la Commission on Chicago Landmarks de la ville de Chicago.

## Historique

### Cook County Criminal Court
Le bâtiment de Courthouse Place a abrité le tribunal de droit criminel du comté de Cook durant 35 ans. Le complexe comprenait, outre les palais de justice successifs, la prison du comté de Cook et une potence pour les prisonniers condamnés à mort. Dans les années 1920, la prison attenante, qui se trouvait derrière le palais de justice et qui n'existe plus à ce jour, avait une capacité de 1 200 détenus mais en accueillait parfois le double, et les salles d'audience étaient surchargées d'affaires.
Avant le Grand incendie de Chicago en 1871, le North Market Hall de Chicago se trouvait à l'endroit où se trouve aujourd'hui le Courthouse Place. Ce grand marché public et lieu de rencontre était très populaire auprès des habitants du quartier. En 1872, à la suite de l'incendie du Market Hall, le comté de Cook y fait construire le premier bâtiment abritant le tribunal pénal et la prison du comté, conçu par la firme d'architectes Armstrong & Egan.
Le bâtiment a été le lieu de nombreux procès légendaires dont le tristement célèbre procès du massacre de Haymarket Square en 1886, lorsque huit anarchistes (August Spies, George Engel, Adolph Fischer, Louis Lingg, Michael Schwab, Oscar Neebe, Samuel Fielden et Albert Parsons) ont été accusés d'avoir lancé une bombe artisanale sur une foule de policiers de Chicago lors d'un rassemblement ouvrier sur Haymarket Square (huit policiers et quatre manifestants ont perdu la vie dans l'attentat). À la suite du procès de Haymarket Square, quatre des huit condamnés ont été pendus dans la ruelle située entre le palais de justice et la prison (les quatre autres ont finalement été graciés), l'affaire Leopold et Loeb (affaire retentissante aux États-Unis concernant le meurtre particulièrement horrible de Bobby Franks, un adolescent de 14 ans), le scandale des Black Sox (une des affaires de corruption les plus importantes dans l'histoire du sport aux États-Unis impliquant l'équipe professionnelle de baseball des White Sox de Chicago).

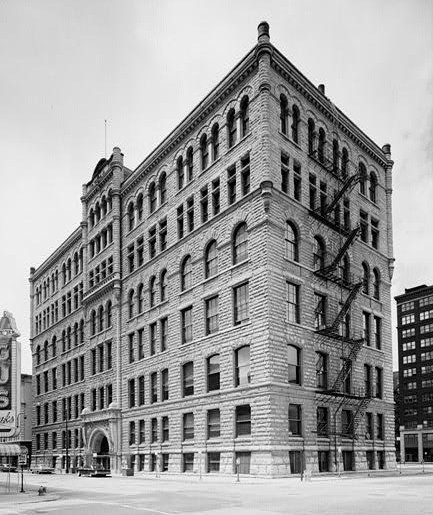
Le bâtiment vers 1960.

D'autres procès notables s'y sont déroulés, comme celui de Tommy O'Connor, surnommé « Tommy le Terrible », condamné à mort en 1921 pour avoir tué un inspecteur de la police de Chicago, mais qui s'est échappé de la prison située derrière le bâtiment quatre jours avant son exécution prévue. Bien qu'il n'ait jamais été capturé, le comté aurait conservé des potences pendant des années au cas où il serait retrouvé. Dans une affaire très médiatisée au début du XXe siècle, le fabricant de saucisses Adolph Luetgert a été accusé d'avoir assassiné sa femme et d'avoir placé ses restes dans sa machine à fabriquer des saucisses, un événement qui a provoqué un déclin marqué de la consommation de saucisses à Chicago.
Dans la liste des criminels tristement célèbres de la ville de Chicago, il y a Al Capone, célèbre gangster durant la période de la prohibition et parrain de l'organisation criminelle de la ville connue sous le nom de « l'Outfit de Chicago », y a souvent été amené pour subir des interrogatoires mais n'a jamais été jugé dans ce bâtiment. Les procès de l'ère du jazz ont servi de base à la pièce de théâtre et à la comédie musicale Chicago de Bob Fosse. Les comédiens Ben Hecht et Charles MacArthur ont fondé une grande partie de leur pièce The Front Page sur les événements quotidiens de deux journalistes ayant travaillé dans ce building. D'autres auteurs littéraire de la renaissance ont utilisé dans les années 1920 la salle de presse du quatrième étage, comme Carl Sandburg, Sherwood Anderson ou encore Vincent Starrett.
En 1929, les tribunaux pénaux ont quitté le 54 West Hubbard Street, tout comme la prison du comté de Cook, et le bâtiment a ensuite été acquis par la ville de Chicago. Le bâtiment était occupé par le Bureau de la santé publique de Chicago (Chicago Board of Public Health) et d'autres organismes municipaux du gouvernement de Chicago.
Après avoir subi une série de travaux de mauvaises qualité et après des années de négligence, le bâtiment a été acquis par un promoteur privé, Friedman Properties, Ltd en 1985. La propriété, appelée jusqu'alors « Cook County Criminal Court » et désormais connue sous le nom de « Courthouse Place », a été entièrement restaurée puis réaménagée. Les travaux de rénovation ont engendré la restauration de plusieurs propriétés historiques situés aux alentours.

## Architecture

Détails des trois derniers étages du bâtiment (1964).

Né à Berlin en 1830, l'architecte Otto H. Matz est arrivé à Chicago au début de sa vingtaine et a presque immédiatement contribué au développement d'une ville en plein boom démographique et urbain. Il obtient un poste d'architecte pour l'Illinois Central Railroad (IC), une compagnie de chemin de fer naissante. Matz conçoit une gare de passagers et un dépôt de marchandises, tous deux situés à l'extrémité nord du gigantesque dépôt ferroviaire de la compagnie (qui n'existe plus à ce jour), au niveau de l'intersection de la rivière Chicago et du lac Michigan.
Achevé en 1893, la même année que l'exposition universelle de Chicago (World's Columbian Exposition), le bâtiment abrite des salles d'audience aux étages supérieurs avec des plafonds de 6 mètres de hauteur, des chambres de juge, des salles de jury, le bureau du procureur général de l'Illinois, une grande salle de conférence de presse et des bureaux administratifs. En 1993, le bâtiment est inscrit et protégé au titre des Chicago Landmarks (CL) par les membres de la Commission on Chicago Landmarks de la ville de Chicago (pour le centenaire de l'édifice) et constitue un exemple vivant d'un style architectural populaire du début des années 1890 à Chicago : le style roman richardsonien. Un an plus tôt, en 1892, c'est le Former Chicago Historical Society Building qui est construit dans ce style architectural (ce bâtiment est également protégé au titre des Chicago Landmarks et du Registre national des lieux historiques). Le style roman richardsonien est un éclectisme néoroman mettant en valeur les arcs, mais aussi le côté massif du bâtiment, l'aspect rustique, les colonnes encastrées dans le mur, parfois coiffées de tourelles pointues, l'entrée formant un arceau dans un renfoncement, et des bossages riches et variés.
Aujourd'hui, ce bâtiment imposant de Matz, situé à l'angle de Dearborn Street et Hubbard Street, désormais connu sous le nom de « Courthouse Place », abrite des cabinets d'avocats, des bureaux et les sièges de diverses entreprises.